# 専田盛寿
専田 盛寿（せんだ もりとし、旧字体：專田 盛󠄁壽、1897年（明治30年）5月6日 - 1961年（昭和36年）1月9日）は、日本の陸軍軍人。最終階級は陸軍少将。旧姓・長井。

## 経歴
神奈川県出身。長井実盛の四男として生まれ、専田寅蔵の養子となる。横須賀中学校（現神奈川県立横須賀高等学校）卒業を経て、1918年（大正7年）5月、陸軍士官学校（30期）を卒業。同年12月、騎兵少尉に任官し騎兵第13連隊付となる。1926年（大正15年）12月、陸軍大学校（38期）を卒業した。
1927年（昭和2年）5月、騎兵第13連隊中隊長に就任。1928年（昭和3年）4月、参謀本部付勤務となり、参謀本部付（北京駐在）、参謀本部員（支那課）、第11師団参謀充用、関東軍参謀を経て、1933年（昭和8年）8月、騎兵少佐に進級し陸大教官に就任。1935年（昭和10年）8月、関東軍参謀（情報）に転じ、支那駐屯軍参謀を経て、1937年（昭和12年）8月、騎兵中佐に昇進し第16師団参謀に就任。1938年（昭和13年）5月、陸軍騎兵学校教官に転じ、1939年（昭和14年）8月、騎兵大佐に進んだ。
1939年10月、第39師団参謀長に発令され日中戦争に出征。宜昌作戦などに参戦。1940年（昭和15年）10月、興亜院調査官（華北連絡部）に就任。第53師団司令部付を経て、1943年（昭和18年）3月、留守第53師団司令部付（京都帝国大学配属将校）となる。1945年（昭和20年）2月、独立混成第81旅団長に発令され中国戦線に出征。同年3月、陸軍少将に進級し湘潭付近の警備を担当し終戦を迎えた。1948年（昭和23年）8月に復員した。
1946年（昭和21年）2月、GHQの調査に協力した田中隆吉によると、専田は興亜院華北連絡部勤務時に、北支での阿片売買資金を上司の塩沢清宣から東条英機に飛行機で送ったという。
1948年（昭和23年）1月31日、公職追放仮指定を受けた。